# Edison Caetano
Edison Caetano (Toledo, Paraná, 1958) é um fotógrafo brasileiro.

## Carreira
Sua carreira começou aos 14 anos de idade, acompanhando o pai que era fotógrafo no município de Catanduvas , Paraná. Ainda durante os anos 1970, Edison investiu na criação de um jornal, batizado de Jornal Opinião. A publicação, mesmo feita de maneira quase rudimentar, durou um ano.
Tempos depois, Caetano mudou-se para Rio Branco, no Acre. Lá, trabalhou em diversos jornais, como O Rio Branco, Banacre e Hora do Povo, além de servir a Assessoria de Comunicação do Governo do Estadual e do Tribunal de Justiça do Acre.  

Em 2000, com as fotos aéreas do fotógrafo Edison Caetano os geoglifos do Acre voltaram a ser notícia.

## Revista em que colaborou
- Gazeta Estilo[3]
- Revista Marco Social[4]
- Revista de Arquiologia (Sociedade de Arqueologia Brasileira)«Revista de Arquiologia» (pdf). Sociedade de Arqueologia Brasileira. Julho de 2010. Consultado em 4 de Dezembro de 2013